# Theope fernandezi
Espèce
Theope fernandezi est une espèce d'insectes lépidoptères appartenant à la famille  des Riodinidae et au genre Theope.

## Taxonomie
Theope fernandezi a été nommé par Christian Brévignon en 2011.

## Description
Theope fernandezi mâle est un papillon au dessus de couleur marron suffusé de bleu.
Le revers est beige ocré, avec une ligne submarginale de points qui ne sont visibles que sur l'aile postérieure.

## Écologie et distribution
Theope fernandezi n'est présent qu'en Guyane.

### Biotope
Il réside en Guyane.

### Protection
Pas de statut de protection particulier.